# قائمة مصطلحات علم النبات

## ا

### أليف الأوراق
- المصطلح يشير إلى عادة نمو بعض الأشنات والطحالب والفطريات

### بارض
- برعم.
- تخت.
- تمثيل ضوئي
- تويج
- جذمور
- حبوب الطلع
- خباء.
- خلية عروسية.
- درنة.
- رئد.
- رفاء.
- سداة.
- سويقة.
- صانعة خلوية
- صانعات يخضورية
- عاريات البذور
- عطيل
- عنيقة
- فوهات
- كأس
- متاع
- متك
- ميسم
- نتح
- نورات